# Montage
Montage (fr., monter, at stige op) betyder samling eller opstilling af maskindele, men henviser i nyere sprogbrug mere generelt til sammensætning, kombination, sammenstykket opsætning af mindre elementer.
Typiske montager:
- Filmmontage
- Radiomontage
- Musikmontage
- Fotomontage
- Visuel montage (kollage)
- Computerspilmontage

En filosofisk brug af montage finder man hos Gilles Deleuze og Félix Guattari i bogen "Tusind plateauer". Her sammenlignes montagen med et legeme uden organer. Som sådan omtales en bog som en montage ("Tusind plateauer" s.6, dansk oversættelse).
Endvidere bruges begrebet indenfor byggevirksomhed:
- Montagebyggeri

| filosofi | Spire Denne filosofiartikel er en spire som bør udbygges. Du er velkommen til at hjælpe Wikipedia ved at udvide den. |